# Recep İvedik 5
Recep İvedik 5 ist ein türkischer Spielfilm des Regisseurs Togan Gökbakar aus dem Jahr 2017. Die Produktion stellt den fünften Teil der Recep-İvedik-Reihe dar.

## Handlung
Ein Fahrer aus Recep İvediks Nachbarschaft namens İsmet stirbt. Als İvedik sein Beileid aussprechen will, beschließt Recep, İsmets letzte Aufgabe als Fahrer zu übernehmen. Er bringt das Team der Nationalathleten nach Skopje. Als einige der Sportler erkranken, muss  Recep für sein Land antreten.

## Veröffentlichung
Recep İvedik 5 wurde am 16. Februar 2017 in den Kinos veröffentlicht. Die Tickets zum Film konnte man am 8. Februar 2017 kaufen.

## Rezeption
„[…] Weitere Fortsetzung um die populistische Blödelfigur, die diesmal in die Trainerrolle der türkischen Jugend-Olympiamannschaft hineinrutscht. Da der frischgebackene Coach die Athleten auf dem Weg zum Wettkampf in Mazedonien versehentlich vergiftet, schickt er eine Ersatzmannschaft aus befreundeten Fernfahrern ins Rennen. Die derbe Satire über testosterongesteuerte Männlichkeit, Protz und Prahlerei ist ganz auf den beleibten Hauptdarsteller zugeschnitten, der in einer Mischung aus Herz und Pöbeleien alle Widerstände aus dem Weg räumt. Dabei biedert sich die burleske Nummernrevue mit grobem Witz an, nimmt aber zugleich mit detailgenauer Beobachtungsgabe ihre Figuren auseinander.“